# 鍵盤戰線

鍵盤戰線標誌

鍵盤戰線（Keyboard Frontline），香港公民團體，2011年7月成立，是為反對2011年版權（修訂）條例草案而成立。成員大多均經由高登討論區認識，著名成員包括鄺頌晴和陸冠宇。鄺頌晴為鍵盤戰線發言人。

## 外部連結
- 鍵盤戰線官網
- 鍵盤戰線Facebook專頁（页面存档备份，存于）